# Eugène Handschuh
Eugène Handschuh, né le 24 mai 1923 à Budapest en Hongrie et mort le 8 juillet 2017 à Quend (Somme), est un résistant à l'occupation allemande et le dernier tunnelier du camp de Drancy.

## Biographie
Eugène Handschuh naît le 24 mai 1923 à Budapest en Hongrie dans une famille juive,,.
Militant communiste en France, il est un résistant à l'occupation allemande pendant la Seconde Guerre mondiale,,.
Il est connu comme le dernier tunnelier vivant du camp de Drancy,.
Déporté dans le convoi no 62 du 20 novembre 1943 vers Auschwitz,, il s'évade au cours du transport,,.
Il participe ensuite à la libération de Paris, et plus particulièrement la prise de la Kommandatur de Paris.
Il meurt le 8 juillet 2017 à Quend.